# 기타자토 시바사부로
기타자토 시바사부로(일본어: 北里 柴三郎, 1853년 1월 29일 ~ 1931년 6월 13일)는 일본 제국의 의학자(의학박사), 세균학자, 교육인, 기업인이다. 작위는 남작. 종2위 훈1등. 일본에서는 일본 세균학의 아버지(日本の細菌学の父)로 알려져있다. 그는 1894년 홍콩에서 발생한 흑사병의 병원체 페스트균을 알렉상드르 예르생과 거의 동시에 발견한 것으로 유명하다. 파상풍 치료법을 찾아냈으며 감염병의학 발전에 기여하였다. 독일의 세균학자 로베르트 코흐의 문하생이였다.

## 저서
기타자토 시바사부로 독본 상권
- 파상풍균과 그 데몬스트레이션
- 오가타 선생의 각기간균설(脚気桿菌説)을 읽고
- 与森林郎書
- 전염병 연구소 설립의 필요성
- 연설 이질 유행에 대하여
- 연설 종두에 대하여
- 코흐의 세균학 관점에서 본 콜레라 진단법의 현황
- 연설 쓰쓰가무시병의 원인에 관하여
- 연설 페스트의 원인 조사에 관하여
- 연설 면역 시험결과의 보고
- 연설 콜레라 혈청요법에 관하여
- 연설 전염병 예방법 대의
- 발언 우두 면역법 천연두 독소가 있는 곳에 대한 질문
- 의학박사 나카하마 토이치로군에게 답함
- 연설 전염병 예방접종법에 관하여
- 연설 최신 혈청요법의 가치
- 연설 전년중 있었던 해외위생에 관한 보도
- 연설 페스트에 대하여

기타자토 시바사부로 독본 하권
- 연설 페스트 예방접종에 대하여
- 면역혈청 이야기
- 전염병에 대하여
- 연설 만성 전염병 예방에 대하여
- 전염병 예방에 관한 두세가지 주의점
- 연설 페스트 예방에 대하여
- 연설 유행성 뇌척수맘염에 대하여
- 연설 두세가지 전염병에 관한 주의
- 연설 결핵의 만연과 예방
- 로베르트 코흐 선생님
- 페스트 예방에 관한 코흐씨의 의견
- 연설 일본 내 페스트 벼룩(전파)설의 증명
- 유럽 시찰 이야기
- 연설 전염병 예방에 대하여
- 연설 장티푸스 예방에 관한 주의
- 은사이신 고 로베르트 코흐 선생을 추모하며
- 의사시험과 의과대학
- 전염병연구소가 내무성 소관이 될 수 없는 이유
- 노동자의 보호
- 결핵에 대하여
- 담화 전염병연구소 사직의 이유
- 진정서
- 인사 전염병연구소 전직원에게 드리는 고별
- 기타자토 연구소 설립 취지
- 인사 기타자토연구소 설립 소회
- 연설 결핵요법의 진보
- 연설 결학의 만연과 예방
- 연구소 설립의 변
- 연설 학문의 신성과 독립
- 강연 콜레라 연구의 회고
- 강연 콜레라
- 강연 페스트
- 의사들의 궐기를 요청한다

## 같이 보기
- 노구치 히데요